# Крістіна Брерінг-Шпреє
Крістіна Брерінг-Шпреє  (нім. Kristina Bröring-Sprehe, при народженні Шпреє, 28 жовтня 1986) — німецька вершниця, олімпійська чемпіонка та медалістка.

## Виступи на Олімпіадах
| Олімпіада   | Дисципліна        | Місце |
| ----------- | ----------------- | ----- |
| Лондон 2012 | виїздка, особисті | 8     |
| Лондон 2012 | виїздка, командні | 2     |
| Ріо 2016    | виїздка, командні | 1     |
| Ріо 2016    | виїздка, особисті | 3     |

## Зовнішні посилання
- Досьє на sport.references.com [Архівовано 15 грудня 2012 у Wayback Machine.]